# Massilia oculi
Massilia oculi es una bacteria gramnegativa del género Massilia Fue descrita en el año 2012, aunque inicialmente se aisló en el 2000. Su etimología hace referencia a ojo. Es aerobia. Tiene un tamaño de 1 μm de ancho por 2 μm de largo. Catalasa y oxidasa positivas. Forma colonias traslúcidas, beige y con márgenes enteros tras 24 horas de incubación. Crece en agar R2A, TSA, PYE, NA y MacConkey. Temperatura de crecimiento entre 15-37 °C. Tiene un genoma de 5,8 Mpb y un contenido de G+C de 65,5%. Se ha aislado del ojo de un paciente con endoftalmitis en Suecia y posteriormente en un caso de dermatitis necrotizante en una paciente inmunodeprimida en Corea del Sur.